# Храмцов, Максим Сергеевич (тхэквондист)
Максим Сергеевич Храмцов (род. 12 января 1998, Советское, Курганская область) — российский тхэквондист, олимпийский чемпион, чемпион мира 2017 года, двукратный чемпион Европы, чемпион Военных игр 2019 года, пятикратный чемпион Grand-Prix. Заслуженный мастер спорта России. Первый в истории российский тхэквондист, выигравший олимпийское золото (на Играх 2020 года под флагом Олимпийского комитета России).

## Биография
Максим Сергеевич Храмцов родился 12 января 1998 года в селе Советском Советского сельсовета Куртамышского района Курганской области, ныне село входит в Куртамышский муниципальный округ той же области.
Когда Максиму было 2 года, семья Храмцовых переехала в город Нижневартовск Ханты-Мансийского автономного округа.
Спортивную карьеру начал с 2005 года в секции каратэ кёкусинкай, занимался кикбоксингом, с 2010 года занятия спортом продолжил в секции тхэквондо. Личный тренер — Александр Вениаминович Лашпанов.
В 2014 году трудоустроен на должность спортсмена-инструктора в МАУ г. Нижневартовска «Спортивная школа олимпийского резерва»,
В октябре 2015 года стал победителем Первенства Европы среди юниоров, проходившем в городе Даугавпилсе (Латвия), в весовой категории до 68 кг.
В ноябре 2015 года завоевал золото и титул победителя Первенства Европы среди молодёжи (до 21 года), проходившем в городе Бухаресте.
В декабре 2015 года в составе мужской команды стал обладателем бронзовой медали командного Кубка Мира.
В 2016 году стал победителем чемпионата Европы среди молодёжи (до 21 года) в весовой категории до 74 кг.
В 2017 году стал серебряным призёром Гран-При. На чемпионате мира 2017 года победил в категории до 74 кг, став первым российским чемпионом мира по тхэквондо ВТФ в мужском дивизионе. В финале Максим победил спортсмена из Узбекистана Никиту Рафаловича. Когда Храмцов выиграл чемпионат мира, тренер подарил ему форму хоккейной сборной России. Сзади написана фамилия и номер 80 — как и весовая категория. Форма стала талисманом Храмцова, В 2017 году он выиграл турнир Grand Slam, и зрители прозвали Храмцова Red Machine.
В 2018 году стал победителем международного турнира «Большой Шлем» в китайском городе Уси. Со счетом 3:1 по раундам одержал победу над корейцем Хван Намгоном в весовой категории до 80 кг.
В 2019 году окончил факультет «Физическая культура» в Нижневартовском социально-гуманитарном колледже по специальности «педагог по физической культуре и спорту». Продолжил обучение на факультете физической культуры и спорта" в Федеральном государственном бюджетном образовательном учреждении высшего образования «Нижневартовский государственный университет».
В 2019—2020 годах прошёл срочную службу в спортивной роте ЦСКА, дислоцированной в Самаре.
В октябре 2021 года, стал чемпионом Всемирных военных игр в городе Ухань(Китай) в весовой категории до 80 кг.
26 июля 2021 года, на XXXII Олимпийских играх в Токио выиграл первую в истории России золотую олимпийскую медаль в дисциплине тхэквондо. В весовой категории до 80 кг его противниками были: в 1/8 финала — Файсал Саводого (англ. Faysal Sawadogo) из Буркина-Фасо, в 1/4 финала — Тони Канаэт из Хорватии, в полуфинале — Сеиф Иса (англ. Seif Eissa) из Египта и в финале — Салех аш-Шарабати (англ. Saleh Al-Sharabaty) из Иордании.

## Награды
- Орден Дружбы, 11 августа 2021 года — за большой вклад в развитие отечественного спорта, высокие спортивные достижения, волю к победе, стойкость и целеустремленность, проявленные на Играх XXXII Олимпиады 2020 года в городе Токио (Япония)[13].
- Медаль «За укрепление боевого содружества», Министерство обороны Российской Федерации, октябрь 2019 года — за победу во Всемирных военных играх.
- Почётное спортивное звание «Заслуженный мастер спорта России», 17 октября 2018 года
- Лауреат конкурсов Ханты-Мансийского автономного округа — Югры «Спортивная элита» по итогам 2014—2018 годов в номинациях «Золотой резерв Югорского спорта», «Олимпийские надежды Югорского спорта» и «10-ка лучших спортсменов по олимпийским видам спорта».
- Лауреат премии Федерации спортивных журналистов России «Серебряная лань», 2021 год[14].
- Признан мужчиной года по версии международного журнала «GQ» «Men of the year 2021»[15][16]

## Семья
Брат Михаил занимался тхэквондо, однако профессиональным спортсменом не стал, но помогает Максиму, который в родном городе испытывает дефицит спарринг-партнеров.